# Киселевське сільське поселення (Красносулинський район)
Киселевське сільське поселення — муніципальне утворення у Красносулинському районі Ростовської області.
Адміністративний центр поселення — село Киселево.
Населення - 2830 осіб (2010 рік).

## Географія
Киселевськие сільське поселення розташоване на південному заході Красносулинського району; на північному заході від міста Новошахтинськ, на південному заході від міста Гукове й на захід від міста Красний Сулин; західна межа поселення є державним кордоном з Україною. Північна частина поселення розташована у сточищі річки Кундрюча й південна частина поселення - у сточищі Тузлової - річок Великий Несвітай й Керета;

## Адміністративний устрій
До складу Киселевського сільського поселення входять:
- село Киселево  - 805 осіб (2010 рік),
- село Павлівка - 277 осіб (2010 рік),
- село Ребриковка  - 142 особи (2010 рік),
- хутір Бобрів - 209 осіб (2010 рік),
- хутір Богненко - 102 особи (2010 рік),
- хутір Комінтерн - 203 особи (2010 рік),
- хутір Лічний Труд  - 24 особи (2010 рік),
- хутір Первомайський - 57 осіб (2010 рік),
- хутір Петровський - 136 осіб (2010 рік),
- хутір Український - 235 осіб (2010 рік),
- хутір Черніков - 312 осіб (2010 рік),
- хутір Шахтенки - 284 особи (2010 рік),
- селище Закордонний - 44 осіб (2010 рік).